# 田原親貫
田原親貫（?—1580年11月?），日本戰國時代至安土桃山時代的武將。豐後國大友氏庶流田原氏的當主。大友氏家臣。父親是長野助盛。

## 生平
生年不詳。成為大友氏家臣田原親宏的婿養子，並繼承田原氏。天正6年（1578年），與同族的田原親賢（後來的紹忍）一同前往日向國參加遠征，同年，大友氏在耳川之戰中敗北，於是撤退。
天正7年（1579年）9月，養父親宏死去。同年末，發起謀反，原因是田原紹忍受主君大友宗麟寵愛，並在家中擴大勢力。此前，宗麟在返還以前沒收親宏於國東、安岐的所領時，與田原紹忍共謀，打算把兒子親家送入田原宗家，並繼承親宏的家名，而親宏在發出答覆前病死。在親宏死後，因為得知這個計畫而謀反。
在發動謀反後，率領軍船襲撃府內，不過因為颱風而沒能登陸府內，於是撤退。此後，田北紹鐵亦發起謀反，在兩面軍勢挾攻府內的情況下，大友氏必定敗北，於是在府內引起大騷動。因此，宗麟為了調停，派出嫡男義統講和，不過失敗。在繼續與大友氏對決後，打算以安岐城和鞍懸城為中心，迎撃大友軍。把鞍懸城作為據點的原因，是認為可以得到筑後國的秋月氏、豐前國的豐前長野氏、安藝國的毛利氏的支援。
在這段時期，大友氏家中亦因為對當主義統的指揮力感到不安，重臣立花道雪等人打算讓義統引退，並流放其側近，而令宗麟復歸。對此，宗麟不同意義統引退，並由自身成為義統的後見。大友軍由宗麟指揮，2月，宗麟下令大友親家由柴田禮能輔助，並進入雄渡牟禮城，再令義統向速見郡進軍。宗麟親自向日出莊辻間出陣，並指揮全軍。天正8年（1580年）7月，安岐城開始受到攻撃。大友義統、親家軍在攻城時，受到激烈抵抗，沒能攻下城池。另外，安岐城是從海路進行補給，為了封鎖運輸線，宗麟在同年8月，向村上水軍請求救援。
對此，命令重臣如法寺親並向安藝國的毛利輝元和小早川隆景請求救援。在成功令毛利氏救援後，交渉成功的如法寺親並父子被允許自稱田原姓。同年8月末，打算登陸安岐的毛利軍船被若林鎮興率領的大友水軍攻撃而被撃退。同年9月，安岐城被攻陷，豐前國人眾城井氏和長野氏出兵救援鞍懸城，不過被田原親賢、佐田鎮興等人擊敗。孤立無援的鞍掛城在10月，因為大友軍的總攻撃而被攻陷。秋月種實亦向豐後國派遣援軍，不過在得知鞍懸城陷落後撤退。
關於結局有多種說法：在鞍懸城被攻陷後自殺、逃亡並投靠秋月種實、在逃亡途中被宇佐郡的時枝氏殺害（『大友家文書錄』）等。大友義統亦沒能確認親貫死亡，並下令捜索親貫。戰後，大友親家繼承田原宗家，並改名為田原親家。

## 其他
被推測在謀反時大概是15至19歲。而謀反並非只是親貫本人的意向，而是田原宗家全體的意向。妻子亦在這次謀反期間，於鞍懸城病死。

## 外部連結
- 武家家伝＿田原氏 （页面存档备份，存于）